# ハンター・パイサミ
ハンター・パイサミ（Hunter Paisami、1998年4月10日 - ）は、スーパーラグビー・パシフィックレッズに所属するラグビーユニオン選手。

## プロフィール
- サモア・サバイイ島出身[1]。
- ポジションはセンター(CTB)。
- 身長 172cm、体重 90kg
- U20サモア代表に選ばれたことがある[2]。
- オーストラリア代表キャップは20（2022年10月現在）。

## 略歴
メルボルンライジング、ブリスベンシティーを経て、2020年、レッズに加入。